# 841 Arabella
Arabella (asteroide 841) é um asteroide da cintura principal, a 2,0989028 UA. Possui uma excentricidade de 0,0695058 e um período orbital de 1 237,42 dias (3,39 anos).
Arabella tem uma velocidade orbital média de 19,83140155 km/s e uma inclinação de 3,79477º.
Este asteroide foi descoberto em 1 de Outubro de 1916 por Max Wolf.